# Vilddas
Vilddas es una banda finesa de música sami formada en 1997 por Annukka Hirvasvuopio, Mikko Vanhasalo y Marko Jouste. 

## Discografía

### Háliidan 2003
1. Háliidan
2. Vuolgge Fárrui
3. Boađan Du Lusa
4. Go Moai Leimme Mánat
5. Vilges Suola
6. Moaresluohti
7. Lasse-ádjáluohti
8. Ohcejohka
9. Dánses Lille Sárá
10. Dolla
11. Dola Mun Cahkkehan
12. Irggástallan)

### Vilddas 2002
1. Savkalanlávlla
2. Jiekŋaáhpi
3. Oarreluohti - Nanne Luohti
4. Beaivvážis Šaddet Beaivvit
5. Dán Ija
6. Biegga
7. Hirvas-Niila Luohti
8. Ráfi
9. Pauanne
10. Guhtur-Ándde-Reijo
11. Eadni Lávlu
12. Báze Dearvan